# Arytaina devia
Arytaina devia är en insektsart som beskrevs av Loginova 1976. Arytaina devia ingår i släktet Arytaina och familjen rundbladloppor. Inga underarter finns listade i Catalogue of Life.